# Сингапурский Слинг (фильм)
«Сингапурский Слинг» (англ. Singapore Sling) — греческий фильм 1990 года режиссёра Никоса Николаидиса, снятый в жанре неонуар и чёрной комедии с элементами эротики.

## Сюжет
В поисках пропавшей возлюбленной детектив приходит в дом, где живёт безумная парочка — мать и дочь, развлекающиеся различными извращениями садо-мазохистского толка. Помимо этого они периодически убивают своих слуг и закапывают в саду. Дочь оказывается очень похожей на Лауру — ту девушку, которую как раз и ищет мужчина. Так как он тяжело ранен, то легко становится пленником в этом доме, его пытают, а затем используют в качестве секс-раба. Он ничего не говорит, в том числе не называет своего имени, но женщины вполне довольствуются записью в блокноте — Сингапурский Слинг. Так они и обращаются к своему пленнику.
Через несколько дней девушка, которой надоела материнская опека, сговаривается с Сингапурским Слингом, и они вдвоём убивают хозяйку дома. Сексуальные же игры продолжаются, однако во время их мужчина втыкает в «Лауру» не пенис, а острый нож. Истекающая кровью девушка делает в Сингапурского Слинга несколько выстрелов, после чего тот выходит из дома и падает в яму, которую сам же недавно и вырыл. Короче, все умерли.

## В ролях
| Актёр           | Роль                           |
| --------------- | ------------------------------ |
| Панос Танасолис | детектив, «Сингапурский Слинг» |
| Мишель Вэлли    | мать                           |
| Мередит Херольд | дочь                           |

- Детектив «Сингапурский Слинг» говорит, что ищет свою возлюбленную, которую зовут Лора Хант. Это является прямой отсылкой к классическому фильму-нуар «Лора» (1944) американского режиссёра Отто Преминджера[1].
- В фильме в качестве музыкального сопровождения используются композиции Гленна Миллера и Джули Лондон, а также классическая музыка Сергея Рахманинова.
- Как сказал в одном из своих интервью режиссёр Никос Николаидис: «Когда я снимал „Сингапурский Слинг“, то думал, что работаю над комедией с небольшими элементами древнегреческой трагедии. Впоследствии, когда некоторые американские и европейские критики охарактеризовали мою ленту, как „один из самых возмутительных фильмов всех времен“, я подумал, что со мной что-то не так. Но когда английские цензоры запретили прокат картины в британских кинотеатрах, я понял, что, в конечном счете, что-то не так со всеми нами»[2].

## Награды
| Событие                                                     | Категория                                  | Победитель/Номинант | Приз |
| ----------------------------------------------------------- | ------------------------------------------ | ------------------- | ---- |
| Фестиваль фантастических фильмов в Амстердаме               | Гран-при европейского фантастического кино | Никос Николаидис    | Нет  |
| Брюссельский международный фестиваль фантастических фильмов | Золотой Ворон                              | Никос Николаидис    | Нет  |
| Международный кинофестиваль в Салониках                     | Лучший режиссёр                            | Никос Николаидис    | Да   |
| Международный кинофестиваль в Салониках                     | Лучшая актриса                             | Мередит Херольд     | Да   |
| Международный кинофестиваль в Салониках                     | Лучшая работа оператора                    | Арис Ставру         | Да   |
| Международный кинофестиваль в Торонто                       | Международная премия кинокритиков          | Никос Николаидис    | Нет  |